# یه عالمه عشق
یه عالمه عشق (به انگلیسی: Whole Lotta Love) نام آهنگی از گروه راک بریتانیایی لد زپلین است. یه عالمه عشق آهنگ آغازین آلبوم لد زپلین دو است و در ایالات متحده و ژاپن به صورت تک‌آهنگ هم منتشر شد. نسخه‌ای که در ایالات متحده منتشر شد اولین تک‌آهنگ موفق گروه بود و پس از آنکه یک میلیون نسخه از آن به فروش رفت، در تاریخ ۲۰ آوریل ۱۹۷۰ گواهی‌نامه طلا کسب کرد. همانند دیگر ترانه‌های لد زپلین، هیچگونه تک‌آهنگی از این ترانه در بریتانیا منتشر نشد، اما این ترانه در کشورهای آلمان (که در آنجا رتبه نخست را کسب کرد) هلند (که رتبه چهارم را کسب کرد) بلژیک و فرانسه به صورت تک‌آهنگ منتشر شد.
در سال ۲۰۰۴ ترانه یه عالمه عشق رتبه ۷۵ را در فهرست ۵۰۰ ترانه برتر همه دوران‌ها که توسط مجله رولینگ استونز منتشر شده بود، کسب کرد. در سال ۲۰۰۵ هم مجله کیو این ترانه را در جایگاه سوم «۱۰۰ آهنگ گیتاری برتر» قرار داد. در فهرست مشابهی که توسط رولینگ استونز منتشر شده بود هم جایگاه ۱۱ را بدست آورد. در سال ۲۰۰۹، وی‌اچ‌وان ترانه یه عالمه عشق را در جایگاه سوم «۱۰۰ آهنگ هارد راک تمام دوران‌ها» قرار داد.

## پرسنل
- جیمی پیج - گیتار لید، آوازخوان پشتیبان، ریتم
- رابرت پلنت - آوازخوان اصلی
- جان پل جونز - گیتار باس و ملوترون
- جان بونام - درامر